# مورغان ك. هاميلتون
مورغان ك. هاميلتون (بالإنجليزية: Morgan C. Hamilton)‏ هو سياسي أمريكي، ولد في 25 فبراير 1809 في هنتسفيل في الولايات المتحدة، وتوفي في 21 نوفمبر 1893 في سان دييغو في الولايات المتحدة. حزبياً، نشط في الحزب الجمهوري. وقد انتخب عضو مجلس الشيوخ الأمريكي.